# Systoechus nigripes
Systoechus nigripes är en tvåvingeart som beskrevs av Friedrich Hermann Loew 1863. Systoechus nigripes ingår i släktet Systoechus och familjen svävflugor. Inga underarter finns listade i Catalogue of Life.